# Pedro Ignacio Meza
Pedro Ignacio Meza (* 1813 in Asunción, Paraguay; † 15. Juni 1865 in der Festung Humaitá, Paraguay) war Marineoffizier und Oberbefehlshaber der Kriegsmarine Paraguays. Während des Tripel-Allianz-Krieges befehligte er die Marine seines Landes im Mato-Grosso-Feldzug und in der Schlacht auf dem Riachuelo.

## Leben
Meza trat 1830 als Artillerist in die Armee Paraguays ein, wurde 1841 zum Korporal und drei Jahre später zum Sergeant befördert. 1845 wurde er der neu aufgestellten Marineartillerie zugewiesen und im Jahr darauf zum Subteniente befördert, womit er rangmäßig etwas unterhalb von einem Leutnant (Teniente) stand. In dieser Funktion nahm er an einer Expedition in den Gran Chaco teil, die vom in paraguayischen Diensten stehenden altösterreichischen Adeligen Franz Xaver Wisner von Morgenstern (1804–1878) geleitet wurde.
1847 wurde Meza zum Leutnant befördert und im Jahr 1850 erhielt er das Kommando über die Balandra Marte, welches zugleich auch sein erstes eigenständiges Kommando darstellte. In Anerkennung seiner persönlichen und militärischen Qualitäten ernannte ihn Präsident Carlos Antonio López (1790–1862) 1854 zum Oberbefehlshaber der Marine Paraguays. 1857 erhielt Meza das Kommando über den Raddampfer Tacuarí, eines der größten und bestarmierten Schiffe der Marine Paraguays. Nach und nach stieg er nun auch die Karriereleiter immer höher empor, wurde Korvettenkapitän (Capitán de Corbeta) und schließlich Fregattenkapitän (Capitán de Fragata).
Nach der Kriegserklärung des Marschalls und Präsidenten Francisco Solano López (1827–1870) an Brasilien erhielt Meza das Kommando über jene fünf Dampfschiffe, mit denen die von López’ Schwager Vicente Barrios (1825–1868) befehligte Heeresabteilung Mitte Dezember 1864 den Río Paraguay hinaufdampfte, um die Invasion des brasilianischen Bundesstaates Mato Grosso durchzuführen. Zwar war dieser Feldzug in strategischer Hinsicht kaum von Nutzen für Paraguay, er brachte aber bedeutende Mengen an Waffen und Munition sowie zehntausende Stück Vieh und sonstiges Beutegut ein.
Nach seiner Rückkehr aus dem Mato Grosso wurde Meza auf den argentinischen Kriegsschauplatz beordert. Hier konnte er am 13. April 1865 einen bedeutenden Erfolg verbuchen, als es seiner Flotte gelang, die Argentinier in Corrientes zu überraschen und ihre beiden Dampfschiffe 25 de Mayo und Gualeguay zu erbeuten. Da wenig später ein brasilianisches Geschwader in diesem Gebiet auftauchte und den weiteren Vormarsch entlang des Flusses blockierte, wurde Meza nun mit der Aufgabe betraut, dieses zu zerstören.
Am 11. Juni 1865 näherte sich Mezas Schiffsverband dem brasilianischen Geschwader an, das sich an der Mündung des Flüsschens Riachuelo in den Río Paraná befand. Die nun folgende Schlacht endete mit einer katastrophalen Niederlage für Mezas Flotte, die durch eine Reihe von Faktoren verursacht war. So war die Flotte Paraguays der ihrer Gegner hinsichtlich ihrer Armierung deutlich unterlegen gewesen. Überdies hatten die den Dampfschiffen beigegebenen kanonenbestückten Bargen, chatas genannt, den paraguayischen Vormarsch verlangsamt, was zusammen mit dem im Operationsgebiet herrschenden nebeligen Wetter dazu geführt hatte, dass das einkalkulierte Überraschungsmoment verloren gegangen war. Schlussendlich wog auch die Tatsache schwer, dass Meza unter allen Umständen die ihm von López erteilten Weisungen für die bevorstehende Schlacht einzuhalten versucht hatte und sich solcherart jeglicher taktischer Flexibilität beraubt hatte.
Während der Schlacht hatte Meza eine schwere Verwundung an der Brust erlitten. Daher wurde er in das Lazarett der paraguayischen Festung Humaitá gebracht. Hier starb er vier Tage später an den Folgen seiner Verletzung. López soll keinerlei Interesse daran gehabt haben, Meza zu sehen und seinen Tod bedauert haben, da er angeblich beabsichtigt hatte, ihn erschießen zu lassen. López’ Zorn traf aber selbst den Toten noch. Er bestimmte, dass an Mezas Begräbnis nur Militärangehörige mit niedrigen Diensträngen und eine begrenzte Anzahl von einfachen Soldaten teilnehmen durften und ließ ihn ohne militärische Ehren in einem flachen Grab bestatten. Mezas sterbliche Überreste befinden sich auf dem südlich von Humaitá gelegenen Friedhof von Paso Pucú.